# سالن همایش میلاد

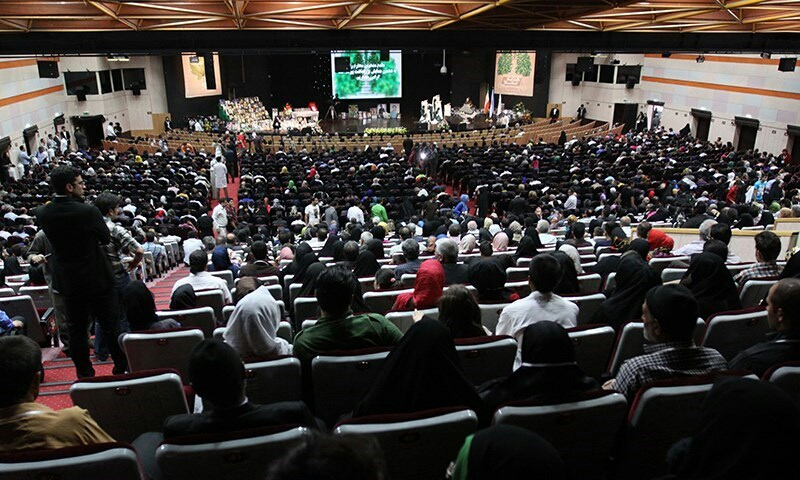
سالن همایش میلاد، محل دائمی نمایشگاه‌های بین‌المللی تهران، ۱۳۹۲

سالن همایش میلاد یک سالن مخصوص برگزاری کنسرت موسیقی و همایش در شهر تهران، ایران است.
این سالن که در محل دائمی نمایشگاه‌های بین‌المللی تهران قرار دارد، دارای ۲۱۰۰ نفر ظرفیت می‌باشد.